# Сільський округ імені Маріям Хакімжанової
Сільський округ імені Марія́м Хакімжа́нової (каз. Мариям Хәкімжанова атындағы ауылдық округі, рос. Сельский округ имени Мариям Хакимжановой) — адміністративна одиниця у складі Алтинсаринського району Костанайської області Казахстану. Адміністративний центр — село Щербаково.
Населення — 2329 осіб (2021; 2426 у 2009, 3068 у 1999, 3180 у 1989).
Станом на 1989 рік існувала Щербаковська сільська рада (села Сатай, Щербаково). Станом на 1999 рік до складу округу входив також Краснокордонський сільський округ. До 2 березня 2018 року сільський округ називався Щербаковським.

## Склад
До складу округу входять такі населені пункти:
| Населений пункт | Старі назви | Населення, осіб (1989) | Населення, осіб (1999) | Населення, осіб (2009) | Населення, осіб (2021) |
| --------------- | ----------- | ---------------------- | ---------------------- | ---------------------- | ---------------------- |
| Басбек, село    | -           | -                      | -                      | 111                    | 51                     |
| Коскудук, село  | -           | -                      | -                      | 225                    | 221                    |
| Сатай, село     | -           | 425                    | 453                    | 324                    | 273                    |
| Щербаково, село | -           | 2755                   | 2615                   | 1766                   | 1784                   |